# 쩐티타인투이
쩐티타인투이(베트남어: Trần Thị Thanh Thúy, 1997년 11월 12일~)는 베트남의 배구 선수로 포지션은 아웃사이드 히터이다. 현재 베트남 여자 배구 국가대표팀의 주장을 맡고 있다.

## 클럽 경력
빈즈엉성 지안에서 태어난 쩐티타인투이는 2009년 베트남 텔레비전이 소유한 배구팀인 VTV 빈디엔 롱안 소속 배구 유소년 선수가 되었다.
2012년에 팀의 1군 일원이 되었으며 2013-14 시즌에 리그 준우승을 달성했다. 이듬해인 2015년에는 통신사령부 여자 배구단을 꺾으며 훙브엉컵 우승에 기여했다. 

## 국가대표팀 경력
2014년 17세의 나이로 베트남 국가대표팀에 발탁되었다. 그 해 5월 박닌에서 열린 국제 배구 친선 대회인 2014년 VTV 국제 배구컵에 참가하면서 베트남 국가대표팀 경기에 데뷔했다. 베트남 대표팀은 태국 U-23 대표팀을 꺾고 우승을 차지했다. 같은 해 9월에 중국 선전에서 열린 2014년 여자 AVC컵에 참가했으며 대표팀은 8위에 올랐다. 
2015년 5월에는 중국 톈진에서 열린 2015년 아시아 선수권 대회에서 5위에 올랐고 6월에 싱가포르에서 열린 2015년 동남아시아 경기 대회 배구 종목에 참가하여 태국팀의 뒤를 이어 은메달을 획득했다.
2023년 중국 항저우에서 열린 2022년 아시안 게임에서는 대한민국을 상대로 역전승을 이끌고 대표팀의 4강 진출에 공헌하였다.

## 수상

### 국가대표팀
- 동남아시아 경기 대회: 은메달(2015, 2019, 2021, 2023), 동메달(2017)
- 동남아시아 V리그: 준우승(2022, 2023)
- VTV 국제 배구컵: 우승(2014, 2018, 2023), 준우승(2016, 2019), 3위(2017)